# Harris Memel-Fotê
Harris Memel-Fotê, (né le 1er janvier 1930 à Mopoyem, village de la sous-préfecture de Dabou dans le Sud de la Côte d'Ivoire, mort le 11 mai 2008 à Abidjan), est un anthropologue ivoirien. 

## Biographie
Maître-assistant puis professeur à l'université de Côte d'Ivoire, il est connu pour une thèse monumentale sur L'esclavage dans les sociétés lignagères de la forêt ivoirienne, XVIIe – XXe siècle, publiée seulement en 2007. Il a été l'un des membres fondateurs de l'Institut d'ethno-sociologie d'Abidjan. Ancien directeur d'études associé à l'École des hautes études en sciences sociales de Paris (EHESS), titulaire de la chaire internationale au Collège de France en 1995-1996, membre de l'Académie universelle des cultures depuis 1992, Harris Memel-Fotê est à la base de la création de l'Académie des sciences, des arts, des cultures d'Afrique et des diasporas africaines (ASCAD). Sur le plan politique il est connu comme une figure emblématique et un mentor du Front populaire ivoirien (FPI). Harris Memel-Fotê meurt le 11 mai 2008.

## Distinctions et décorations
- Commandeur de l'ordre du Mérite de l'Éducation nationale de Côte d'Ivoire (1981)
- Officier de l'ordre du Mérite culturel (1985)
- Membre de l'Académie universelle des cultures et membre de son comité exécutif
- Membre et premier président de l'Académie des sciences, des arts, des cultures d'Afrique et des diasporas africaines (2004-2008)

## Œuvres
- Harris Memel-Fotê, L'esclavage dans les sociétés lignagères de la forêt ivoirienne : (XVIIe – XXe siècle), Éditions du CERAP et IRD, 2007, 1010 p. (lire en ligne)
- Harris Memel-Fotê, Le système politique de Lodjoukrou : une société lignagère à classes d'âge (Côte-d'Ivoire), Présence africaine, 1980, 479 p. (lire en ligne)

## Sources
- « Qui est qui ? Recherche scientifique - Harris Memel-Fotê », sur abidjan.net (consulté le 8 février 2014)
- cmb.ehess.fr « Des ancêtres fondateurs aux pères de la nation. Introduction à une anthropologie de la démocratie », XIIIe conférence Marc Bloch, 18 juin 1991.